# Rhabdopleura
A Rhabdopleura a Pterobranchia osztályba tartozó helytülő félgerinchúrosok neme. Az egyik legrégebbi élő nem, amelynek fosszilis nyomai a középső kambriumból származnak, és a graptoliták egyetlen ismert élő nemének is tekinthető.
A Rhabdopleura a Pterobranchia egyik legjobban tanulmányozott ága. A 2010-es években Jörg Maletz és társai által végzett kutatások kimutatták, hogy a Rhabdopleura egy élő graptolita klád.

## Fajok listája
Maletz szerint (2014):

### Élő fajok
A nembe legalább 9 élő faj tartozik:
- Rhabdopleura annulata Norman 1921 – Indiai- és Csendes-óceán
- Rhabdopleura chathamica Gordon, Quek et Huang 2024[6] – Dél-Csendes-óceán
- Rhabdopleura compacta Hincks 1880 – Atlanti-óceán
- Rhabdopleura decipula Gordon, Quek et Huang 2024 [6] – Dél-Csendes-óceán
- Rhabdopleura emancipata Gordon, Quek et Huang 2024 [6] – Dél-Csendes-óceán
- Rhabdopleura francesca Gordon, Quek et Huang 2024 [6] – Dél-Csendes-óceán
- Rhabdopleura normani Allmann, 1869 – Atlanti- és Csendes-óceán
- Rhabdopleura recondita Beli, Cameron and Piraino, 2018 – Földközi-tenger
- Rhabdopleura striata Schepotieff 1909 – Csendes-óceán (Srí Lanka)

### Nomina dubia
- Rhabdopleura grimaldi Julien 1890 nomen dubium
- Rhabdopleura manubialis Jullien & Calvet 1903 nomen dubium

### Kihalt fajok
- † Rhabdopleura delmari Mortelmans 1955
- † Rhabdopleura graysoni Chapman, Durman és Rickards 1995
- † Rhabdopleura hollandi Rickards, Chapman & Temple 1984
- † Rhabdopleura kozlowskii Kulicki 1969
- † Rhabdopleura obuti Durman & Sennikov 1993
- † Rhabdopleura sinica Chapman, Durman és Rickards 1995
- † Rhabdopleura vistulae Kozlowski 1956

A Rhabdopleura fosszilis nyomai a középső kambriumtól találhatók meg. Vannak Rhabdopleura-kövületek az eocénből is.

## Fordítás
Ez a szócikk részben vagy egészben  a   Rhabdopleura című angol Wikipédia-szócikk ezen változatának fordításán alapul.  Az eredeti cikk szerkesztőit annak laptörténete sorolja fel. Ez a jelzés csupán a megfogalmazás eredetét és a szerzői jogokat jelzi, nem szolgál a cikkben szereplő információk forrásmegjelöléseként.